# پاول کلنگل
پاول کلنگل (آلمانی: Paul Klengel؛ ۱۳ مه ۱۸۵۴ – ۲۴ آوریل ۱۹۳۵) یک آهنگساز، رهبر ارکستر، تنظیم‌کننده، نوازنده پیانو، ویولن و ویولا اهل آلمان بود.
او برادر نوازندهٔ ویولنسل، «یولیوس کلنگل» و دانش‌آموختهٔ «کنسرتوار موسیقی لایپزیگ» و همچنین «دانشگاه لایپزیگ» بود و از این دانشگاه مدرک دکترا دریافت نمود.